# Edward Weston (fotograaf)

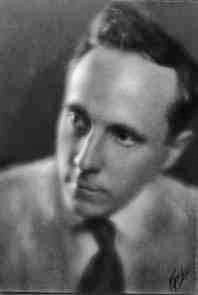
Edward Weston ca. 1915

Edward Weston (Highland Park (Illinois), 24 maart 1886 - Carmel-by-the-Sea, 1 januari 1958) was een Amerikaans fotograaf.

## Leven
Op zijn zestiende verjaardag, in 1902, kreeg Weston een Kodak-camera, waarmee zijn carrière in de fotografie begon. Al snel bleek zijn bijzondere talent en werd hij in de gelegenheid gesteld te exposeren, onder andere in 1903 bij het Art Institute of Chicago. In 1906 vertrok hij naar Californië en bouwde daar een bestaan als portretfotograaf op. In 1906 huwde hij er Flora May Chandler, met wie hij vier zonen kreeg, van wie er later twee eveneens als fotograaf zouden gaan werken.
In 1911 startte Weston zijn eigen studio in de buurt van Los Angeles. In 1913 kreeg hij daar een relatie met de flamboyante, biseksuele ex-prostituee Margrethe Mather, die behalve model ook zijn leerlinge werd en vervolgens ook zelf een carrière als succesvol fotografe zou opbouwen. Mather bood Weston een tegenwicht voor zijn burgerlijke huwelijk met Flora.

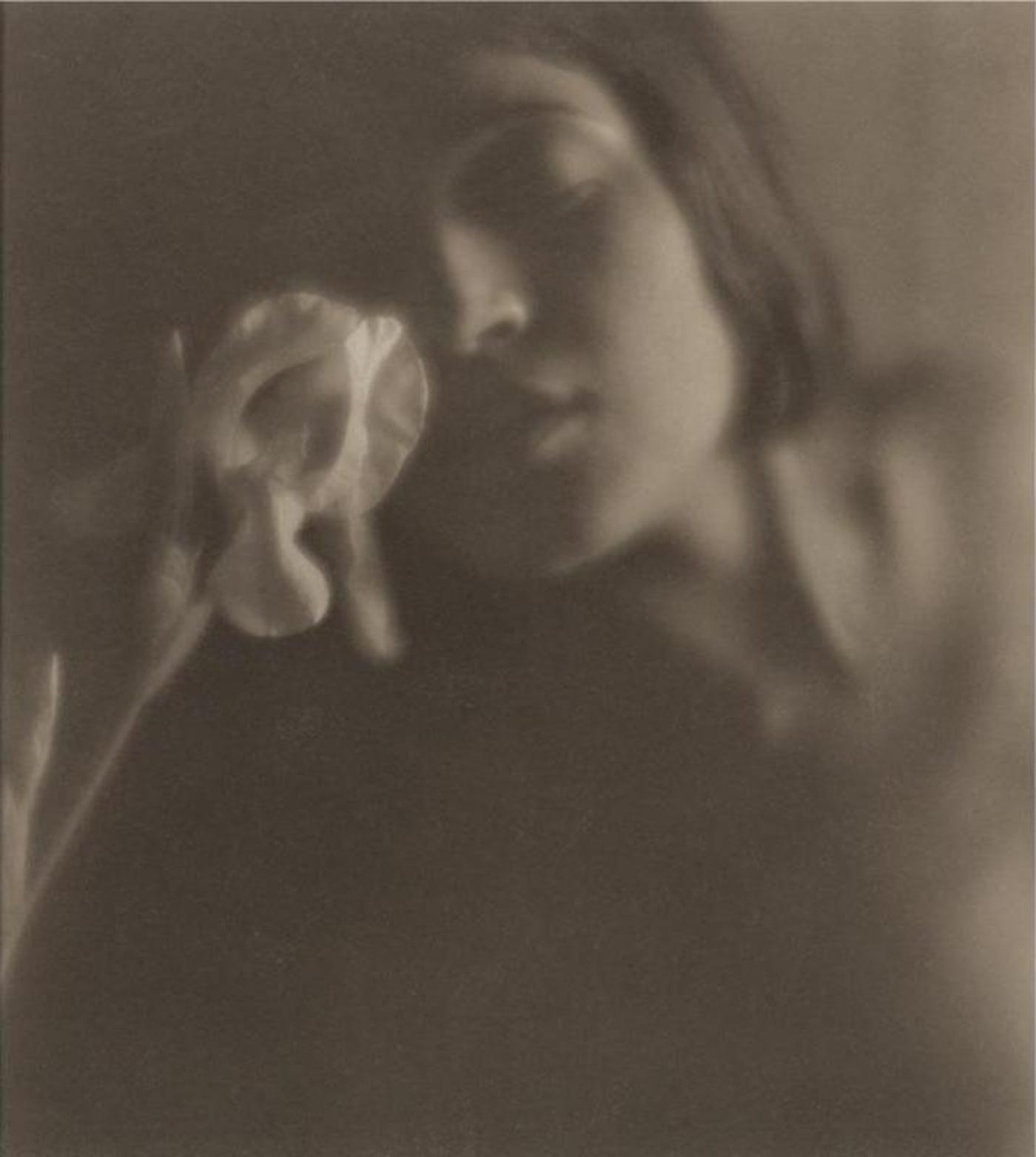
The Wihte Iris (Tina Modotti), door Weston, 1921

In 1923 vertrok Weston samen met zijn zoon Chandler en zijn Italiaanse model en stagiaire Tina Modotti, die inmiddels de plaats van Mather als zijn geliefde had overgenomen, naar Mexico-Stad. Daar knoopte hij vriendschap aan met vooraanstaande kunstenaars, zoals fotograaf Manuel Álvarez Bravo, Diego Rivera en Frida Kahlo en sympathiseerde hij met de Mexicaanse Revolutie. In 1928 keerde hij terug naar Californie, naar Carmel-by-the-Sea en opende daar een nieuwe studio. Midden jaren dertig maakte hij een bekend geworden reeks artistieke naaktfoto’s van zijn toenmalige model Charis Wilson, met wie hij in 1939 trouwde.
In 1937 kreeg Weston als eerste fotograaf een Guggenheim-beurs, waarna hij twee jaar door het westen van de Verenigde Staten reisde. Halverwege de jaren veertig kreeg hij de Ziekte van Parkinson. In 1948, inmiddels ook weer gescheiden van Wilson, stopte hij met fotograferen. Hij overleed in 1958.

## Werk
Het vroege werk van Weston, voornamelijk portretten, is duidelijk beïnvloed door Alfred Stieglitz en het picturalisme. Vanaf begin jaren twintig voltrekt zich echter een ommekeer in zijn werk. Hij ging meer experimenteren en zocht naar abstracte motieven en ongebruikelijke camerastanden en verlichtingstechnieken. Hij verruilde de softfocus-lens voor een scherp instelbare lens en fotografeerde met name industriële objecten, fragmenten van gezichten en naakten. Steeds nadrukkelijker toonde hij zijn zin voor de structuur van oppervlakken, die hij bijna tastbaar en met veel nuance op het fotopapier wist over te brengen.
“Presentatie in plaats van interpretatie”, werd Westons lijfspreuk. Presentatie betekende voor hem als fotograaf de poging het ding op zich, zijn wezen, tot uitdrukking te brengen. Over zijn foto van een kool schreef hij in 1931: “Ik voel in de kool het hele mysterie van de levenskracht. Ik ben verbluft, opgewonden en door mijn manier van presenteren kan ik mijn inzicht waarom de kool er zo en niet anders uit moet zien en de vorm van de kool in betrekking tot andere vormen meedelen”.
Het realisme van Weston maakte furore onder de naam “Straight photography”. In 1932 richtte hij samen met Ansel Adams en Imogen Cunningham de groep F/64 op, die een belangrijk platform zou worden voor zijn zienswijze. Deze zienswijze komt onder meer ook tot uitdrukking in een bekend geworden, met zijn foto’s geïllustreerde uitgave van Walt Whitmans Leaves of Grass, gepubliceerd in 1947.